# Strumień pola elektrycznego
Strumień pola elektrycznego – skalarna wielkość fizyczna opisująca pole elektryczne zdefiniowana jako strumień pola z natężenia pola elektrycznego.
{\displaystyle \Phi _{E}=\iint \limits _{S}{\vec {E}}\cdot d{\vec {S}}.}
Jednostką strumienia pola elektrycznego jest niuton · metr²/kulomb (Nm²/C) równy wolt razy metr (V·m).
Wielkość używana między innymi w prawie Gaussa.